# Quo Vadis (1985)
Quo Vadis é um filme italiano de 1985, baseado no romance homônimo de Henryk Sienkiewicz.

## Sinopse
Produzido originalmente para a Tv (360 min) e compactado (124 min) para projeção em tela de cinema, essa produção italiana (financiada com capital multinacional: Itália, Alemanha Ocidental, Reino Unido, França, Suíça e Espanha), dirigida por Franco Rossi, trata com absoluta liberdade a obra de Sienkiewicz, fazendo de Nero o personagem central da trama. Além disso, renuncia a cenas grandiosas e empolgantes, típicas dos filmes épicos, privilegiando tomadas em interiores e adotando um ritmo lento e reflexivo.

## Elenco
- Klaus Maria Brandauer - Nero
- Frederic Forrest - Petrônio
- Cristina Raines - Popeia
- Barbara De Rossi - Eunice
- Francesco Quinn - Marco Vinício
- Marie-Theres Relin - Lígia
- Max von Sydow - Pedro
- Marko Nikolic - Tigelino
- Gabriele Ferzetti - Pisão
- Massimo Girotti - Aulo Pláucio
- Françoise Fabian - Pompônia
- Philippe Leroy - Paulo de Tarso
- Leopoldo Trieste - Chilon
- Olga Karlatos - Epicaris
- Ángela Molina - Acte
- Radomir Kovacevic - Ursus
- Robert Spafford -	Sêneca